# Dawn Lake
Dawn Alice Lake (1927 -  2006) est une actrice australienne, chanteuse, animatrice dont la carrière s'étend sur plus de 50 ans.  . Elle est particulièrement associée dans le show-business à son mari, Bobby Limb (en). L'artiste Bert Newton (en) l'a décrite comme « notre plus grande comédienne - la Lucille Ball d'Australie » et l'a associée à son mari Bobby Limb.
Elle reçoit en 1963 puis en 1965, le prix Logie Awards.